# Teatro Carrera
El Teatro Carrera es un antiguo teatro ubicado en el Barrio Concha y Toro, específicamente en la Avenida Libertador General Bernardo O'Higgins, entre calles Maturana y Concha y Toro, en el centro de la ciudad de Santiago, Chile. Inaugurado en 1927, desde el año 2012 funciona en el lugar un restaurante y bar. El teatro fue declarado Monumento Nacional de Chile, en la categoría de Monumento Histórico, mediante el Decreto n.º 487, del 29 de septiembre de 1989.

## Historia

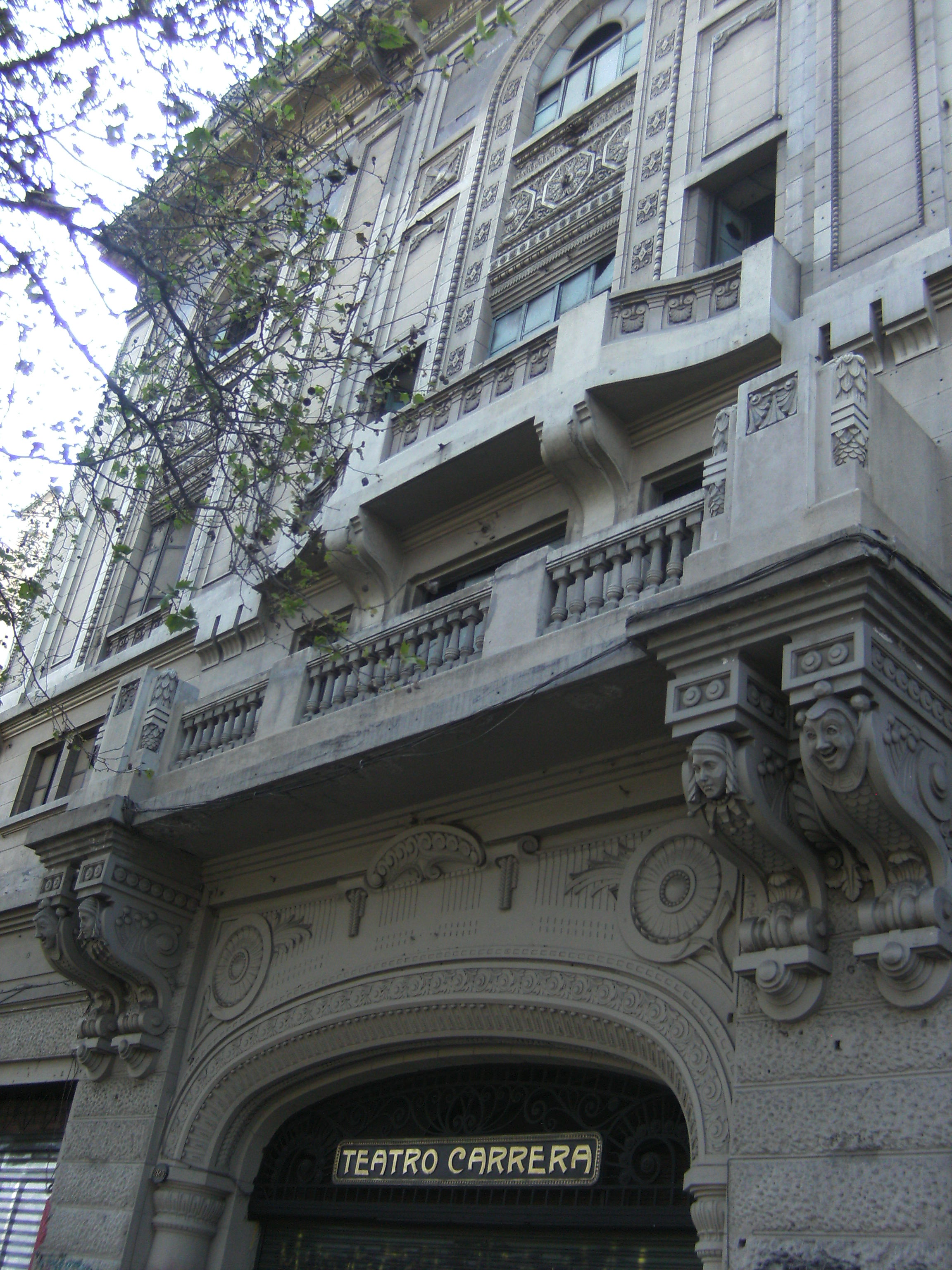
Detalle del acceso principal al teatro.

Encargado por Aurelio Valenzuela a los arquitectos Gustavo Monckeberg y José Aracena, el teatro comenzó su construcción en 1926, en los terrenos del antiguo jardín delantero del Palacio Concha-Cazotte. Inaugurado en 1927, fue llamado inicialmente como el Teatro de la Sociedad Valenzuela Basterrica y Cía.
Con una capacidad de 1500 espectadores, en una disposición semicircular de butacas, fue inaugurado con la presentación de la película Te acordarás de mí. El teatro se convirtió en una de las primeras salas de teatro, y el primer cine sonoro del país. En los años 1960 el teatro cerró sus funciones, siendo ocupada la sala de acceso principal por una tienda de repuestos de automóvil. Las demás instalaciones del edificio quedaron en estado de abandono hasta los años 1990, cuando se convirtió en un centro de eventos y discoteca.
Cuando el local de repuestos cerró, el antiguo teatro quedó desocupado; hasta que en octubre de 2012 el edificio fue ocupado por el restaurante y bar Teatro Carrera. Actualmente funciona en el lugar un restaurante de comida china.

## Descripción
Tiene cuatro pisos de hormigón armado, que fue estucado para imitar piedra. Cuenta con mosaicos de azulejos clásicos ubicados en cada una de sus tres fachadas, la que da a la Alameda y a las calles Maturana y Concha y Toro, realizados por el artista Aristodemo Lattanzi
El edificio conserva su imponente escalera y parte importante de su ornamentación interior.